# Музей копій класичної скульптури
Музе́й ко́пій класи́чної скульпту́ри (нім. Museum für Abgüsse Klassischer Bildwerke) — музей виконаних в гіпсі копій античних грецьких і римських статуй в Мюнхені. Музей заснований в 1869 році одночасно з кафедрою класичної археології при Університеті імені Людвіга-Максиміліана. Відновленням музею після Другої світової війни займалися Ернст Бушор (1929—1959), Пауль Хоманн-Ведекінг (1959—1973) і особливо Пауль Цанкер (1976—2002).
Музей має у своєму розпорядженні і інший важливий інструмент археологічних досліджень — фототеку, фонди якої становлять понад сто тисяч фотографій.
З 1976 року музей знаходиться в колишньому Адміністративному будинку НСДАП, а нині Будинку інститутів культури Мюнхена і з 1991 року відкритий для відвідування публікою. Музей зібрав понад 1800 копій і є четвертим за розміром німецьким музеєм копій. З червня 2005 р. в музеї демонструється кольорова модель афінського Парфенону, наданого Музеєм Метрополітен, яка вважається однією з найцінніших архітектурних моделей.
Музей розташований на вулиці Майзерштрассе (нім. Meiserstraße), 10 в безпосередній близькості від Королівської площі з її двома іншими відомими мюнхенськими музеями античності — Гліптотекою та Державним античним зібранням і разом з ними також входить в так званий Ареал мистецтва в Мюнхені.